# Футбол в советском изобразительном искусстве

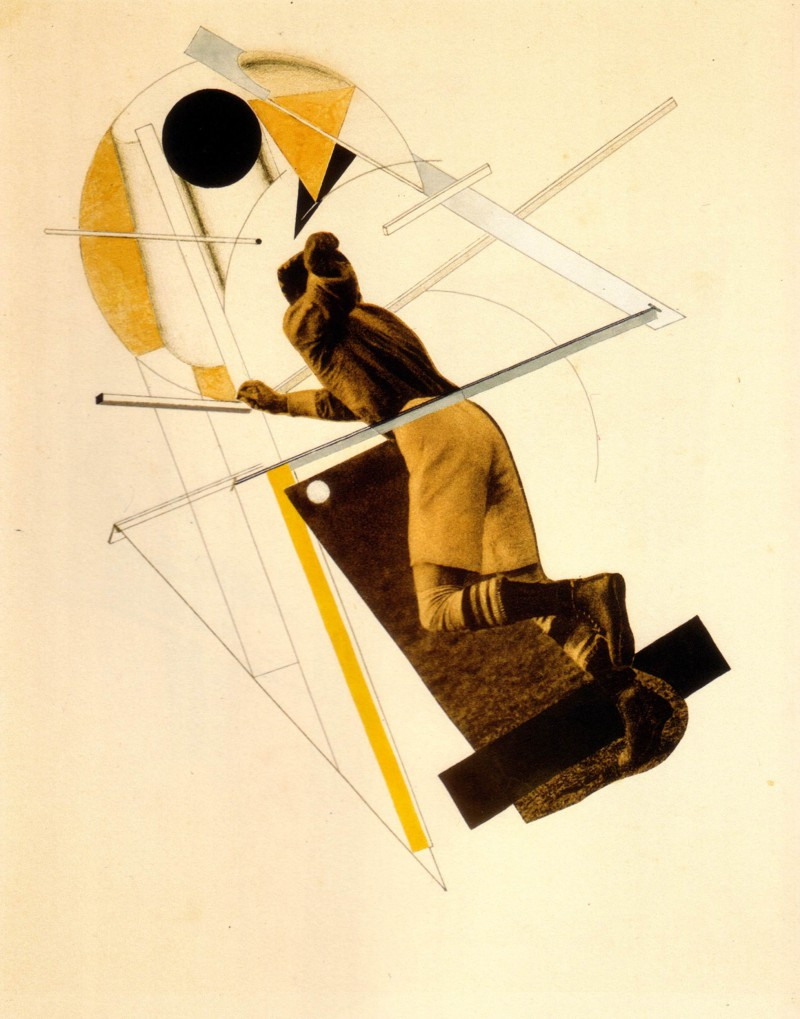
Эль Лисицкий. Футболист, 1922

Футбол в советском изобразительном искусстве получил достаточно широкое отражение. Художники и скульпторы изображали не только отдельные эпизоды футбольного матча, но и элементы футбольного инвентаря, болельщиков, футбольные стадионы. 
Проблеме отражения спорта в изобразительном искусстве посвящена книга «Спорт в СССР: физическая культура — визуальная культура» Майка О’Махоуни. Большое место занимает в ней тема отражения футбола в советской живописи. Автор анализирует «сложные взаимоотношения между спортом, как официально одобренной социальной практикой, и спортом, как культурным продуктом». Книга посвящена анализу произведений искусства на «спортивную тематику» с точки зрения её представления советской общественности, репрезентации власти через спортивную тематику в искусстве.
О’Махоуни видит специфику спорта в СССР в «срежиссированной спонтанности» — «попытке государства и официальных художников подмять под себя непредсказуемость и вечную изменчивость народных видов спорта, прежде всего футбола, выстраивая единообразную театральность парада». Он отмечает, что Советский Союз достаточно поздно стал частью мирового футбола — до 50-х годов СССР не был представлен своей федерацией в ФИФА, которая запрещала своим членам играть с командами из других конфедераций и союзов, а СССР представлял их оппонента — Красный спортивный интернационал. Различным было восприятие спорта в социалистическом и капиталистическом обществе. Всё это, по его мнению, наложило отпечаток на специфическое отражение темы спорта в изобразительном искусстве. О’Махоуни, в частности, считает, что в советском искусстве сексуальность спорта оказалась отодвинута на задний план.
Пржемислав Строшек в небольшой монографии «Футболисты в авангардном искусстве и социалистическом реализме перед Второй мировой войной» проанализировал отражение футбольной темы в советском искусстве 20-х — 30-х годов. Вышли каталоги выставок «Игра и страсть в русском изобразительном искусстве» (Русский музей, Московский Центр Искусств) и «Спорт в искусстве» (Государственный выставочный зал «Новый Манеж»), где даётся детальная информация о картинах на тему футбола, которые на них были представлены.

## Футбол в дореволюционном изобразительном искусстве России

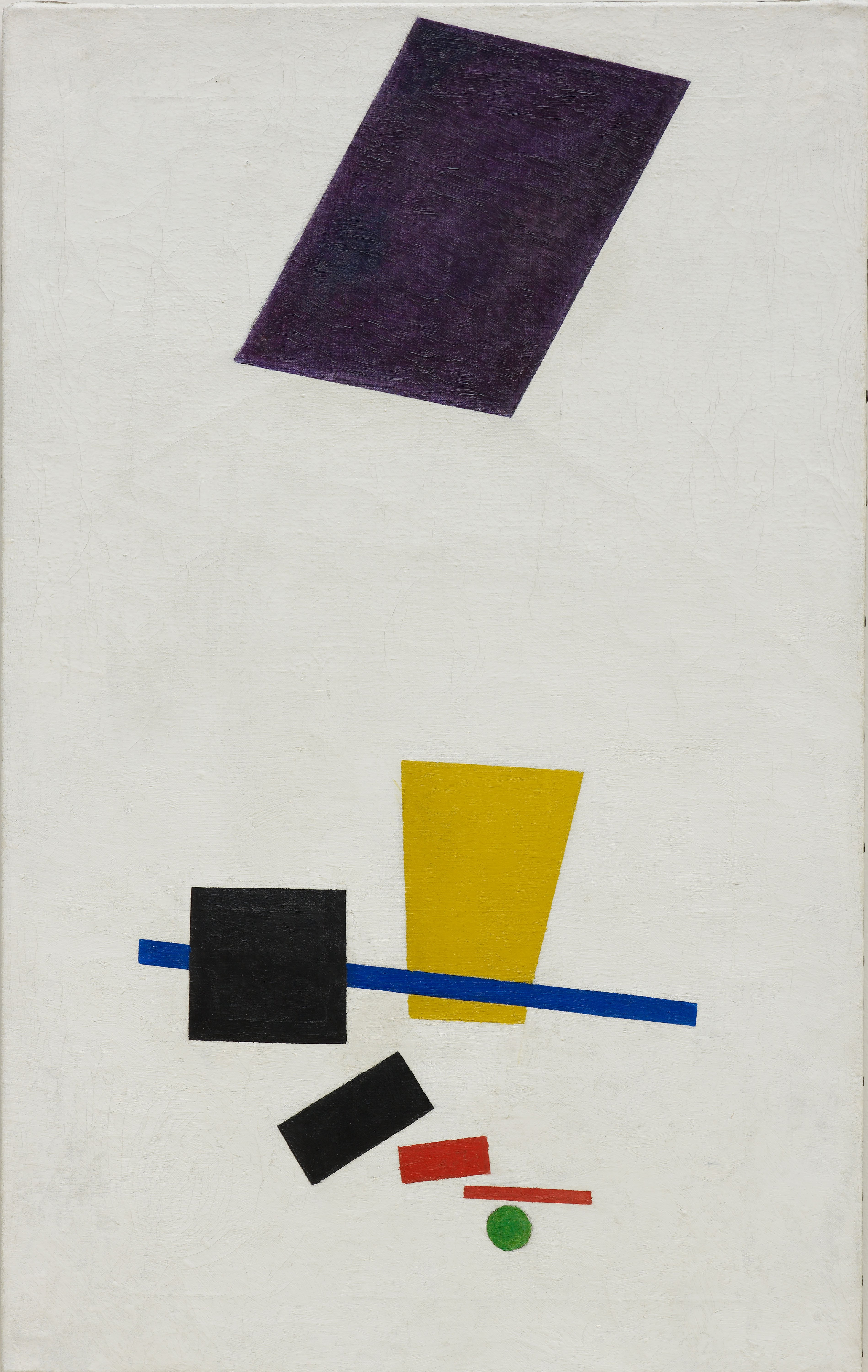
Казимир Малевич. Супрематизм. Живописный реализм футболиста, красочные массы в 4-м измерении, 1915

Широкое распространение получил футбол в российском дореволюционном обществе. В романе «Защита Лужина» Владимир Набоков, рассказывая о школьных годах шахматного вундеркинда, которые приходятся на 1909—1910 годы, пишет, что на переменах дети играли в футбол. В искусстве тема футбола получила лишь эпизодическое отражение. Редким исключением является произведение Казимира Малевича «Супрематизм. Живописный реализм футболиста, красочные массы в 4-м измерении» (1915, размер картины — 44 на 69,9 сантиметра, материал — холст, масло, хранится в Городском музее, Амстердам). Четвёртое измерение, которое упоминается в названии картины К. Малевича (другая подобная картина — «Живописный реализм мальчика с ранцем — красочные массы в четвёртом измерении», 1915), как предполагают искусствоведы, связано с вышедшей в 1910 году одноимённой теософской работой П. Ушенского, повлиявшей на многих символистов и футуристов. Речь в ней идёт об интуиции, высшем (то есть расширенном) сознании и духовном прозрении как способах постижения мира. Время «заключает в себе две идеи: некоторого неизвестного нам пространства (четвёртого измерения) и движения по этому пространству».

## Футбол в советском довоенном изобразительном искусстве
Уже в 20-е годы футбол занял важное место в жизни советского общества.

### Культурно-исторический контекст
Эстетические и этические принципы изображения футбола в 1920-е годы, были связаны с понятием гармоничного человека и патриотическим воспитанием. Идеи покорения пространства и времени, задача подготовки физически развитого человека, который «готов к труду и обороне», становятся определяющими в живописи (значок ГТО появляется в 1930 году). Иногда, правда, возникали уникальные ситуации, например, футбол и теннис считались контрпродуктивными, так как приводят к травмам и не повышают производительность труда, в чём они противопоставлялись гимнастике (зарядке). С футболом связана сюжетная линия романа Юрия Олеши «Зависть» (1928). Владимир Макаров, один из главных персонажей, — голкипер московской команды, а действие финальных сцен романа развертывается на футбольном стадионе во время международного матча. Писатель использовал позже сюжет романа в пьесе «Заговор чувств» (1929), которая завершается ремаркой: «Марш. Идут футболисты по лестнице. Двадцать два человека в пестрых одеждах». Дмитрий Шостакович создал балет «Золотой век» (соч. 22, 1929), сюжет которого повествовал о выступлении советской футбольной команды «в большом капиталистическом городе Запада». В начале 1930-х годов Шостакович создал «Футбол», хореографическую «сценку» из музыки к театрализованной программе «Русская река», сочинение 66 (1944), созданной композитором для Ансамбля песни и пляски НКВД Центрального клуба им. Ф. Э. Дзержинского.

### 20-е годы

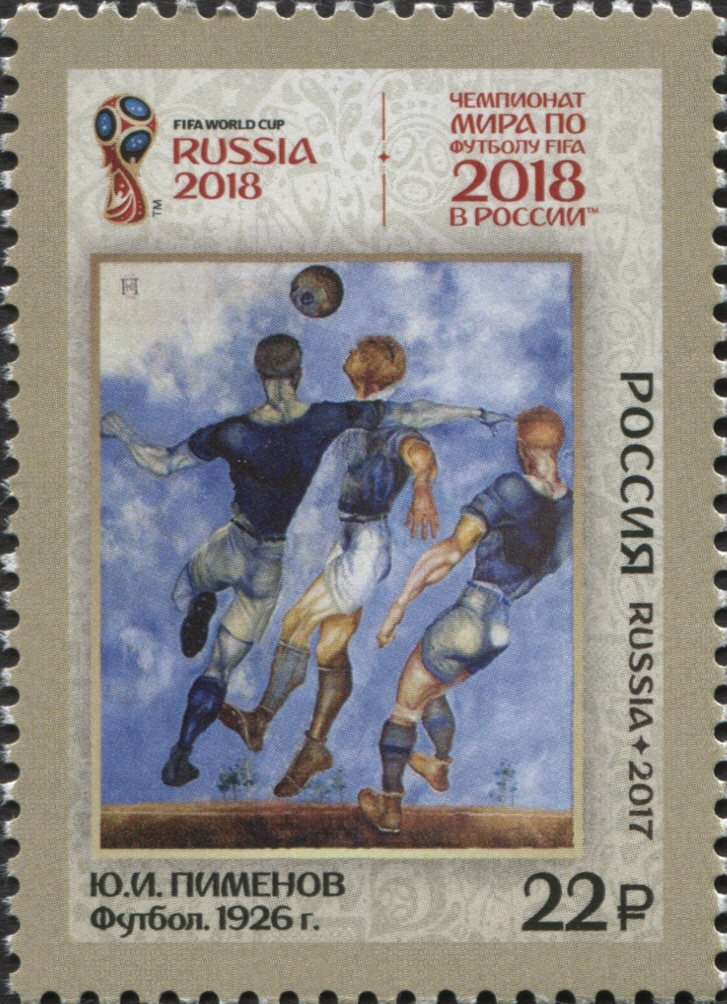
Картина Ю. И. Пименова «Футбол» (1926) на марке к чемпионату мира 2018 года.

О’Махоуни в своём исследовании «Спорт в СССР: физическая культура — визуальная культура» указывает, что первым жанром, в котором появились образы физкультуры в советском искусстве был фотомонтаж (Лазарь Лисицкий «Футболист» (1922) — иллюстрация к книге Ильи Эренбурга, Густав Клуцис «Футбол. Спартакиада» (1928), «Футбол» Фёдора Богородского (1929)). Интересен коллаж «Футболист» (1922, иллюстрация к книге Эренбурга «Шесть повестей о лёгких концах») Л. Лисицкого, одного из последователей теории Малевича. Развивая идеи супрематизма, он совмещает плоскостные объекты, изящные линии, иногда конструктивнообъёмные элементы, внося продуманный диссонанс в композицию. В его «Футболисте» 1922 года ощущается влияние супрематизма. Композиционную схему работы, построение по диагонали, конструирование из плоскостей можно соотнести, в частности, с произведением К. Малевича «Супрематизм. Живописный реализм футболиста, красочные массы в 4-м измерении» (1915). Также сцена игры в футбол изображена на сатирическом коллаже Александра Родченко «Политический футбол» (1930). В преддверии чемпионата мира по футболу в Уругвае Родченко смонтировал фигуры британских полицейских и спортсменов, играющих в футбол на фоне стадиона, а также наблюдающих за странным поединком английских обывателей-болельщиков.
Большое значение звучанию цвета придаёт художник Н. Григорьев в сюжетной картине «Футбол» (1920). Юрий Пименов создал в 1926 году полотно «Футбол» (Астраханская картинная галерея имени П. М. Догадина). Для него характерны динамика, точная передача настроения персонажей. Взлетевшие в воздух за мячом фигуры футболистов являются воплощением движения к новым высотам. Работа Пименова над картиной совпадала с триумфом футбольной сборной СССР, которая 16 ноября 1924 года встретилась со сборной Турции и выиграла матч со счётом 3:0. Зритель на картине наблюдает за действиями футболистов из-за их спины, сами они вырастают в его глазах до былинных размеров.
В 1926 году на выставке АХРР Елена Янсон-Манизер представила скульптуру «Футболист». Во время выставки было отлито и продано большое количество копий. 10 августа 1928 года эта работа была представлена снова — в Московском институте физкультуры (к открытию Всесоюзной спартакиады). В 1928 году Иосиф Чайков создал небольшую скульптурную группу, изображавшую двух футболистов. Она известна своим сложным инженерно-математическим решением композиции. В скульптуре два центра: первый — мяч (точка соприкосновения между игроками), второй — правая бутса нижнего игрока (единственная точка опоры всей композиции).. В 1929 году он показал её на III выставке скульптуры ОРС (Общества русских скульпторов, в которое он входил) в Музее изящных искусств в Москве. С гипсового оригинала скульптуры Чайкова была сделана бронзовая отливка, она находится в музее города Смоленска.

### Тема футбола в творчестве Александра Дейнеки

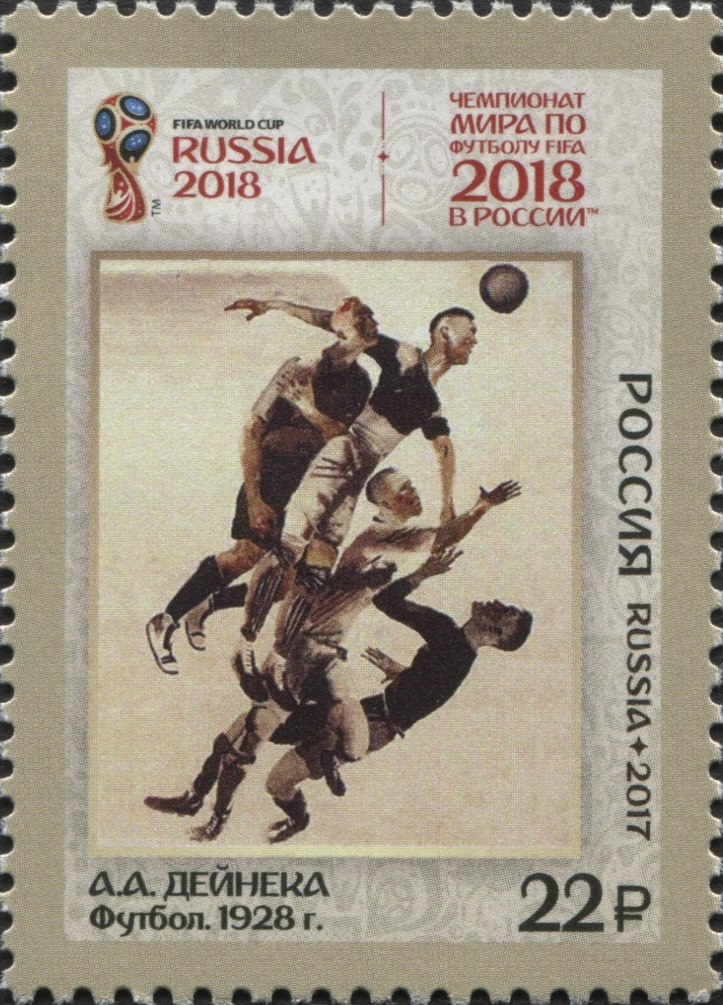
Репродукция картины А. А. Дейнеки «Футбол» (1928) на почтовой марке России 2017 года, посвящённой чемпионату мира по футболу 2018 года.

Тема была важной для одного из основоположников группы «ОСТ» Александра Дейнеки. «Живописное полотно „Футбол“ 1924 года, — писала критик, — своеобразный манифест нового объединения». Тема спорта — культа сильного и здорового тела была важна Дейнеке, художник постоянно обращался к ней в рисунках («Футбол», 1928). Дейнека создал на эту тему картины: «Футбол» (1924, местонахождение неизвестно), «Футболист» (1932, холст, масло, 116,5 на 91,5 сантиметров, Курская областная картинная галерея имени А. А. Дейнеки), «Вратарь» (1934, холст, масло, Государственная Третьяковская галерея).
Две ранние работы художника — «Футбол» (1923, графический лист) и «Футбол» (1924). Футболисты здесь парят в воздухе и кружатся вокруг мяча. Под ногами футболистов земля отсутствует, её роль играет рама — нижний край картины. Движение разворачивается по кругу, а заканчивается устремлением вверх. Дейнеку упрекали за «формалистический схематизм», критика писала — «В картине „Футбол“ 1924 года фигуры людей представляют собой почти голую анатомическую схему, мускулатуры движущихся человеческих тел, совершенно лишённых индивидуальных и психологических черт». Эти две работы почти идентичны по композиционному построению, но полотно оставляет уже другое эстетическое впечатление. Оно лишено формальных пластических дополнений, которые присутствуют в графике. Лаконизм сочетается с жизненной убедительностью.
Акварель «Футбол» (1927) — по словам современного искусствоведа «груда плохо различимых тел, устремлённая вверх за единственно читаемым элементом — мячом». Техника акварели — «по-сырому», она даёт мягкость контурам, в бумаге растворяются части фигур, а движению придаётся лёгкость. в рисунке Дейнеки «Современные попы» (Русский музей, 1928) священнослужители, приподняв рясы, играют в футбол. В картине «Футболист» (1932) автор использует «монтажное» построение. Основу композиции составляет символическая, близкая египетским рельефам фигура футболиста. Второй план делится на две части вертикальной колокольней. Статика при этом преобладает — футболист на мгновение словно застыл в воздухе. На картине Дейнеки «Вратарь» герой запечатлён в момент прыжка за мячом. Необычны ракурс (главный персонаж изображён со спины), положение и пластика фигуры (она параллельна земле, вокруг вратаря почти нет пространства, фигура вытянута для усиления эффекта движения), сюжет (краем картины срезан мяч). Благодаря этому создаётся вполне реалистичное полотно. Экс-голкипер Руслан Нигматуллин писал, что эта картина отлично передаёт изменение в технике игры вратаря и эстетику его игры: «Тогда техника была совсем другая: вратари прыгали бесстрашно, головой вперед, как мы здесь видим. Скажем так, животом к земле, если правильно это сформулировать. Технически сейчас так никто не делает. Так же, как не играет без перчаток… Здорово, что вратарь запечатлён именно в полёте. Потому что это один из самых красивых моментов в футболе, когда вратарь совершает сейв в полёте».
Также Дейнеке принадлежат: скульптуры «Вратарь» (1948—1950 годы, частная коллекция) и «Футболисты» (1955, Москва, Государственная Третьяковская галерея), рисунок «Футбол» (1928, Бумага, акварель, 32,8 х 22,9, Ивановский областной художественный музей, выполнен в 1928 году для журнала «Даёшь!», динамизм и образность изображения близки работам немецких экспрессионистов, стремившихся придать максимальную выразительность изобразительной форме).
Дейнека вспоминал, оценивая своё увлечение футболом в свете изменений в творческой манере:

«В двадцать четвёртом году я впервые выставлялся. Писал футбол. Игру любил, знал её, как тысячи моих сверстников, как десятки тысяч взволнованных зрителей. Игра каждый раз наталкивала меня на желание написать картину. Наделал десятки рисунков и, набрасывая один из многих неудачных эскизов, я обнаружил — эскиз не укладывается в композиционные нормы знакомых картин. Я компоновал новое пластическое явление и вынужден был работать без исторических сносок. Я догадался написать то, что многих волновало, интересовало. В моем творчестве была удача. Игра натолкнула меня на свой самостоятельный язык. Позже я понял, почему, когда вокруг бурлила иная жизнь, люди в хаки ездили в теплушках, трупы возили возами — была гражданская война; художники, многие, по крайней мере, писали обычное: пейзан в лапоточках, французские пейзажи, дам в кринолинах. Они писали не то, что видели, а то, что этим годам было абсолютно не нужно. Картина гораздо позже, чем плакат, стала находить свое революционное лицо. Случай с футболом — обычный случай. Я не знаю истинно художественного произведения, которое, отвечая запросам передового современника, не вынуждено было бы решать ряд новых задач идейного, пластического порядка, дабы быть на высоте своего времени»— А. А. Дейнека. Из моей рабочей практики. Государственный музей спорта
.

### 30-е годы
Майк О’Махоуни описывает в своей работе о спорте в СССР досуг (и спорт — важную часть советского досуга) как относительно автономную область, которая воспринималась гражданами отдельно от государства. Досуг в СССР являлся, по его мнению, островком свободы, где идеологическое влияние было не так заметно. Против этого заявления выступают российские искусствоведы: неявный характер идеологического влияния в какой бы то ни было сфере не означает слабости этого влияния. Средствами живописи зрители в 30-е годы изображались как активные участники спортивных событий не только за счёт симпатии и эмоциональной вовлечённости. В 1930-е годы зрители изображались обычно сами в спортивной одежде, что подразумевает их готовность перейти к более активным формам участия в состязании. Такой способ репрезентации зрителей довоенного периода контрастирует с образом зрителя послевоенного периода — пассивного потребителя спорта. По мнению О’Махоуни, тенденция развития советского спорта проявлялась не только в появлении норм ГТО и БГТО, но и в искусстве, которое занятие спортом отождествляло с готовностью встать на защиту страны. Здесь оказываются наиболее важными командные виды спорта (футбол, например), к описанию которых применимы образы войны. Наиболее значительным в глазах деятелей искусства этого времени становится вратарь как защитник границ Родины — важный образ, который встречается в песнях, кино и в живописи (даже на скульптуре «Футболисты» Иосифа Чайкова один из двух изображённых полевых игроков гипсовой модели 1928 года превращается во вратаря в бронзовой скульптуре 1938 года).
В 1931 году Павел Кузнецов создал серию картин, посвящённую спортивным играм. К этой серии относится и картина «Футбол». Исследователь его творчества А. Русакова считает, что три из них можно считать триптихом, где «Пушбол» — центральная часть, а «У старта» и «Футбол» — левая и правая части. Одна и та же тема показана художником в трёх её вариациях (пространственных решениях, уравновешивающих друг друга). «Футбол» написан с соблюдением правил пленэрной живописи. Художник передал зрелищность, выразительность и динамичность этого вида спорта. Спортсмены даны монументально на фоне неба, они сосредоточены на игре. В нижней части картины целый вихрь красок, следующих за мячом и движениями футболистов. Кузнецов пытался уловить запечатлеть яркий, наполненный цветом, летний день. Евгений Кацман в 1936 году создаёт «Портрет Киры» (Сочинский художественный музей), героиня которого предстаёт после футбольного матча со сдутым футбольным мячом.
В 1935 году украинский художник Соломон Никритин создаёт композицию «Старое и Новое», где сопоставляет образы советских людей, олицетворяющих Новое (в том числе и футболист — вратарь, прыгающий в направлении мяча, женщина-метростроевец), с образами прошлого, Старого (инвалид Первой мировой войны, просящий подаяния; статуя Венеры). Картине посвящена отдельная статья искусствоведа Дж. Боулта. Эту картину приобрёл Государственный музей искусств Республики Каракалпакстан им. И. В. Савицкого в городе Нукусе. В этом полотне Никритин соединил в одном произведении разные, даже контрастные, образы и темы, волновавшие его долгие годы.
Широкую известность получила бронзовая скульптурная композиция «Футболисты» Иосифа Чайкова, созданная в 1938 году. Бронзовые «Футболисты» приобрели дополнительные смыслы в сравнении со скульптурной композицией 1928 года. Гипсовый вариант был рассчитан на камерное экспонирование. Бронзовые «Футболисты» — на публичную демонстранцию. На нью-йоркской выставке скульптура вызвала большой интерес. Триумфальную встречу ей устроили по возвращении в Москву. Установленная в сквере у Третьяковской галереи, она на долгое время стала одной из самых известных скульптур столицы. Миниатюрная копия скульптуры в настоящее время украшает кубок чемпионата России по футболу.

### Футбол на картинах Николая Дормидонтова
Целую серию картин на сюжет футбола в это время создал Николай Дормидонтов. Самыми удачными его полотнами искусствоведы считают «Спартакиада Балтфлота» (1933) и «Футбольный матч СССР — Турция» (1935). Картины близки по сюжету — в обоих изображён момент борьбы за мяч у ворот. Полотно невозможно было писать непосредственно с натуры (положение тела игрока быстро меняется). При работе с натурщиком можно запечатлеть только статичную сцену. Сложнее передать движущиеся фигуры, возникающие при этом оптические эффекты. Дормидонтов умело передал напряжённость борьбы. Стремясь к максимальной выразительности в изображении борьбы, он придал позам и движениям футболистов избыточную экспрессию и динамику, из-за этого картины приобрели элемент условности. На Первой выставке ленинградских художников Дормидонтов представил картину «Футбольный матч СССР — Турция» (1935). Художник передаёт атмосферу стадиона, публике на трибунах он уделяет столько же внимания, сколько и футболистам на поле. Художественные критики А. Пущин и С. Коровкевич в своей статье в журнале «Искусство» негативно оценили это полотно, заявив, что оно мало чем отличаются от кинокадра. Они писали о картине:

«Двое из них [футболистов] даны в прыжке, как бы висящими в воздухе, что придает всей картине характер замедленной демонстрации кинопленки и вредит её общему впечатлению»— О’Махоуни. Спорт в СССР. Физическая культура — визуальная культура
По иному интерпретирует картину современный критик: «Картина „Футбольный матч СССР — Турция“ (1935 г.) убедительно передаёт динамичную борьбу за мяч у футбольных ворот… Дормидонтов достигает вершин рисовального мастерства, тщательно прорисовывая мускулатуру игроков. Гипертрофированная экспрессия придаёт этим работам определённую условность, а красочная гамма (голубое небо, яркие майки игроков, зелень поля) усиливают бодрое звучание».
Николай Дормидонтов изображал зрителей, наблюдающих за матчем, но мифологизированный образ участника-зрителя оказывался куда более нужным и востребованным с точки зрения идеологии. Известность Дормидонтова во второй половине 1930-х годах падала, а Дейнека к 1937 году достиг высот своей карьеры.

## Футбол в послевоенном изобразительном искусстве СССР

### 40-е годы — начало 50-х годов
По мнению О’Махоуни, спорт и физкультура воспринимались как инструмент и символ послевоенного восстановления страны; он отмечает рост значения состязательных видов спорта после вступления СССР в международные спортивные организации, и снижение внимания к массовому спорту и физкультуре; пересмотр роли женщины, которая теперь представлена как материнская фигура, спорт для неё становится лишь инструментом заботы о себе. Фактически он делает выводы: А) спорт в советском послевоенном обществе становится частью индустрии досуга, Б) он является «оружием» в холодной войне.
Известная картина С. А. Григорьева (народный художник УССР, 1951, народный художник СССР, 1974, действительный член Академии Художеств СССР, 1958) «Вратарь» написана в 1949 году (холст, масло. 100 х 172, хранится в Третьяковской галерее). Художник был удостоен звания лауреата Сталинской премии второй степени в 1950 году за эту картину (и картину «Приём в комсомол»). Юный вратарь ожидает удара по воротам (возможно, штрафного). Его забинтованное правое колено — знак преданности делу, пренебрегающей правилами безопасности. Художник изобразил пустырь на окраине городка. Задний план говорит о восстановлении страны — на двух зданиях видны строительные леса, зрители расположились на досках. Единственный взрослый сидит, выставив левую ногу вперёд, в направлении незримого противника, положив руку на колено. Судя по одежде, на лацкане его пиджака можно разглядеть орденские планки и ленты, это — герой войны. Он передаёт детям опыт своего поколения. Его жест повторяет положение рук вратаря. Остальные дети не принимают участия в игре, но наблюдают за ней. На некоторых — спортивная одежда, «ворота»" — школьные ранцы, лежащие на земле. Среди детей художник изобразил двух девочек. Одна из девочек держит на руках куклу, вторая одета в школьную форму. Художник подчёркивает преемственность поколений.
На картине Евгения Тихановича (1911—2005) «Футбольные болельщики» (1952) зрители забывают о плохой погоде. Они изображены радостными, но пассивными. Болельщики дисциплинированные, воодушевлённые, сплочённые общим переживанием уже не воспринимаются художником как равноправные участники игры. Они представляют собой «инфраструктуру поддержки» профессиональных спортсменов, которые как раз на полотне Тихановича не изображены. Среди болельщиков бросаются в глаза представители власти (одетые в военную форму). Такое изображение зрителей резко отличается от довоенного в советской живописи. По мнению О’Махоуни, для советских граждан возможность смотреть выступления профессиональных спортсменов и болеть за них теперь должна была заменить саму идею собственного массового участия в состязаниях.

### 50-е — середина 60-х годов
На конец 1950-х — начало 1960-х годов приходятся серьёзные успехи советских футболистов, что стимулировало интерес деятелей искусства к теме футбола. На рубеже 1950-х — 60-х годов значительным разделом футбольной темы становятся портреты известных спортсменов. Появилась серия цветных автолитографий «Стадион» Бориса Ермолаева — своеобразный репортаж о конкретном футбольном матче. Серийность в целом была характерна для спортивной живописи этого времени. А. Ф. Козлову принадлежит графический лист «Вратарь» (1962, в технике чёрной акварели). «Детская» тема волновала художника на протяжении всего его творческого пути. Для Козлова были характерны тонкая передача мимики подростка (в данном случае — вратаря), его выразительных жестов, характерных поз.
В 1950-е годы в СССР появляются в большом числе художники, допущенные к закрытой от глаз широкой публики повседневной жизни футболистов. Им принадлежат картины, изображающие спортсменов в раздевалках до или после матчей. Среди подобных полотен картины Николая Муравлёва «В раздевалке» (1958) и Петра Скрябина «„Динамо“ принимает поздравления. В раздевалке» (1957). Другой вариант трактовки темы футбола представлен на картине «Футболист» Льва Котлярова (1955). Композиция полотна схожа с картиной «Опять двойка» Фёдора Решетникова: дворник приводит к матери юного футболиста, держа в руке футбольный мяч, которым он, очевидно, разбил окно. Действие происходит на кухне коммунальной квартиры. Картина была известна советским людям по большому количеству открыток, на которых она разошлась по стране.

### Середина 60-х — 80-е годы

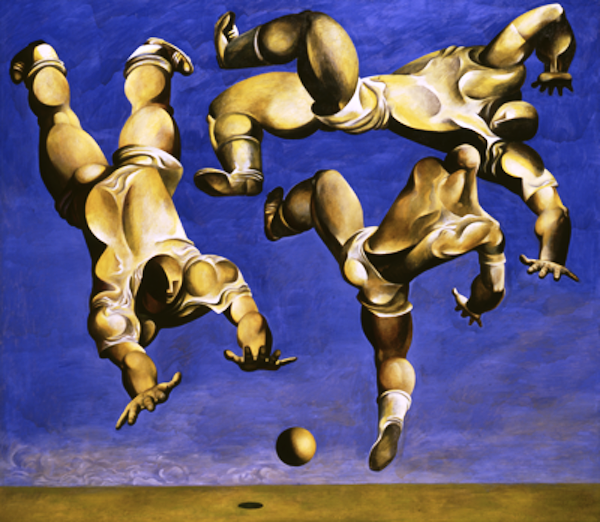
Миша Брусиловский. Игра в мяч (Футбол), 1965

В это время в творчестве оппозиционных художников спорт является частью советской идеологии, и образы спортсменов появляются в одном ряду отрицательных или осмеиваемых персонажей наряду с пионерами, комсомольцами, героями труда.
На рисунке лидера группы «Лианозово» Оскара Рабина (позже ставшего инициатором «бульдозерной» выставки) «Футбол» (1957) у полевых игроков вместо голов изображены мячи. Одной из самых первых концептуальных картин Ильи Кабакова, лидера московских концептуалистов, был «Футболист», созданный в 1964 году. На полотне зелёная трава и болельщики просвечивают через силуэт игрока с мячом. Картина считалась утраченной, но была случайно обнаружена. Осенью 2017 года она была представлена на ретроспективе работ мастера в галерее Тейт Модерн в Лондоне. Одним из удачных примеров трактовки темы футбола является картина художника Миши Шаевича Брусиловского «Игра в мяч» («Футбол»). В 2006 году на аукционе Sotheby’s в Лондоне она была продана за 108 тысяч £. 
Необычной для оппозиционных художников была интерпретация темы известным графиком, советским художником, представителем «Второго русского авангарда» и нонконформизма Анатолием Зверевым. В его работах футбольная тема появляется достаточно часто и без негативного аспекта. Друг художника Владимир Немухин писал про Зверева, что для него была характерна:

«…безумная страсть к футболу. Его стихия была — быть вратарём. А как он стоял в воротах! Лишь бы не пропустить мяч. Для него это было каким-то высшим наслаждением, блаженством просто. Мы с ним ходили на футбольные матчи. Он был необыкновенно азартным. Мы всегда брали с собой водку или пиво. Без этого он на стадион вообще не ходил. Билеты он брал сразу на все трибуны. Билетов по двадцать брал. Для чего? Чтобы в случае чего можно было бы мгновенно смыться. У него была настоящая мания преследования»— Владимир Немухин. Он остаётся для меня загадкой
По воспоминаниям хорошо знавшего художника советского диссидента Андрея Амальрика с четырнадцати лет Зверев выступал в юношеских футбольных командах и хотел стать профессиональным футболистом (вратарём), как его кумир — популярный тогда голкипер Алексей Леонтьев. Впоследствии он стал ярым болельщиком «Спартака», играл в футбол в качестве любителя. Художник Дмитрий Плавинский рассказывал, что Зверев «как котёнок с клубком ниток, выделывал уморительные фортели, играя в футбол консервной банкой».
Ленинградский художник-экспрессионист Арон Зинштейн в 1986 году создаёт полотно «Футбол» (в настоящее время в коллекции музея Эрарта), он отмечает разнообразие характерных поз и движений у людей, но вместе с тем воспринимает толпу как единое пластическое целое. Художник не был принят ни советским официальным искусством, ни в среде художников-нонконформистов.
Различными были интерпретации футбола в официальном искусстве. А. П. Суровцев в картине «Футболисты арбатского двора» (1980-е годы, относится к арбатской серии художника) изображает юных футболистов, которые собрались вечером во дворе арбатского двора-колодца. В графике Веры Матюх конца 70-х годов движения футболистов напоминают танец. Чередование цветовых пятен помогает передать противоборство команд. Композиция выстраивается как отражение зеркал, расщепляющих предметы на отдельные грани и передающих движение как в реальном пространстве, так и в проекции.

Памятник футболистам «Старта» на стадионе «Динамо» в Киеве

19 июня 1971 на стадионе «Динамо» в Киеве был установлен горельеф — гранитная скала с фигурами четырёх футболистов (скульптор И. С. Горовой, архитекторы В. С. Богдановский, И. Л. Масленков). Он посвящён «Матчу смерти», сыгранному в оккупированном немцами Киеве летом 1942 года между местной командой «Старт» и немецкой командой «Flakelf». Через некоторое время после этой игры ряд футболистов-киевлян оказались в концентрационных лагерях, а некоторые были расстреляны. На памятнике высечены стихи Степана Олейника на украинском языке:
| «За наше сьогодні прекрасне Вони полягли у двобої… В віках ваша слава не згасне, Безстрашні спортсмени-герої». |

## Футбол в российском изобразительном искусстве конца XX — начала XXI веков
Интерес к футболу в современной российской живописи проявляется редко. В 2003 году на Венецианской биеннале Константин Звездочётов в серии картин «Московские типы» представил картину «Тиффози и папарацци», где изображена субкультура футбольных фанатов, но в стиле дореволюционных российских открыток. Владимир Дубосарский и Александр Виноградов в картине «Земля — чемпион!» (2004) изобразили ликование болельщиков по поводу победы команды Земли над сборной инопланетян.
Широко представлены памятники выдающимся футболистам советского времени: Льву Яшину, Всеволоду Боброву, Эдуарду Стрельцову, Николаю Старостину.